# Jakob Bertsch
Jakob Bertsch (* 26. Mai 1890 in Feldkirch; † 13. April 1957 ebenda) war ein Politiker im österreichischen Bundesland Vorarlberg. Er war von 1923 bis 1934 für die Sozialdemokratische Arbeiterpartei und von 1945 bis 1957 für die Sozialistische Partei Österreichs Abgeordneter zum Vorarlberger Landtag. Zudem war er nach dem Zweiten Weltkrieg vom 24. Mai bis zum 10. Dezember 1945 Vizepräsident des Vorarlberger Landesausschusses und in den nachfolgenden Vorarlberger Landesregierungen bis 1957 Landesrat für Fürsorge und Gesundheitswesen sowie Landesanstalten.

## Leben und Wirken
Jakob Bertsch wurde am 26. Mai 1890 als Sohn von Johann Josef und Anna Maria Bertsch in Feldkirch geboren. Nach dem Besuch der Volksschule in Frastanz und eines vierjährigen Gymnasiums in Feldkirch arbeitete er zunächst ein Jahr als Hilfsarbeiter, ehe er 1907 in den Postdienst eintrat. Den Beruf des Postbeamten übte Bertsch in weiterer Folge – mit einer Unterbrechung während des Kriegsdienstes in den Jahren zwischen 1911 und 1918 – bis zu seiner Pensionierung aus. Am 10. April 1918 heiratete Jakob Bertsch in Slovenizel Brod seine Frau Berta Maria (geborene Kerbler).

### Erste politische Erfahrungen
Im Jahr 1910 wurde Jakob Bertsch Mitglied der Sozialdemokratischen Arbeiterpartei. 1918 gründete er die Sozialdemokratische Lokalorganisation in Frastanz, 1919 wurde er erstmals als Stadtvertreter in Bregenz in ein politisches Amt gewählt. Am 6. November 1923 wurde Bertsch zudem erstmals für die Sozialdemokraten als Abgeordneter des Wahlbezirks Feldkirch in den Vorarlberger Landtag gewählt. Bereits ein Jahr später wechselte Bertsch von der Bregenzer zur Feldkircher Stadtpolitik und wurde in seiner Heimatstadt am 7. März 1924 Stadtvertreter. Nur ein Jahr danach, am 8. August 1925, wurde er zudem auch Mitglied des Feldkircher Stadtrats. Beide Funktionen musste er ebenso wie sein Landtagsmandat im Zuge der Errichtung des austrofaschistischen Ständestaats im Jahr 1934 und dem damit verbundenen Verbot der Sozialdemokratischen Arbeiterpartei zurücklegen. Im selben Jahr wurde er als bekennender Sozialdemokrat auch verhaftet, bald darauf aber wieder freigelassen.

### Politik in der Nachkriegszeit
Gegen Ende des Zweiten Weltkriegs schloss sich Jakob Bertsch der Vorarlberger Widerstandsbewegung gegen das NS-Regime an und wurde nach der Befreiung Österreichs im Jahr 1945 Parteivorsitzender der neu gegründeten Sozialistischen Partei in Vorarlberg, was er bis zu seinem Tod blieb. Im selben Jahr wurde er auch vom ÖVP-Politiker Ulrich Ilg in die provisorische Landesregierung, genannt Vorarlberger Landesausschuß, als Vizepräsident berufen. Zugleich wurde er auch wieder Mitglied des provisorischen Feldkircher Gemeindeausschusses. Im Anschluss an die erste freie Wahl nach dem Ende der NS-Zeit am 25. November 1945 (Landtagswahl in Vorarlberg 1945), bei der die SPÖ auf 27,3 % der Stimmen kam, wurde Jakob Bertsch von Ilg in die erste freie Vorarlberger Landesregierung als Landesrat für Fürsorge und Gesundheitswesen sowie Landesanstalten berufen. Auch nach den Landtagswahlen 1949 und 1954 wurde Bertsch jeweils als Landesrat Mitglied der Vorarlberger Landesregierung.
Am 13. April 1957 verstarb Jakob Bertsch im Alter von 66 Jahren in seiner Heimatstadt Feldkirch.